# Solanum verrucosum
Espèce
Solanum verrucosum est une espèce de plante herbacée tubéreuse de la famille des Solanaceae, originaire du Mexique. Elle est apparentée à la pomme de terre cultivée, mais contrairement à celle-ci, elle est diploïde (2n = 2x = 24).
Cette espèce dont le nombre d'équilibre de l'endosperme (EBN) est égal à 2 peut servir d'intermédiaire, en créant des hybrides sexuellement compatibles, pour introduire des gènes d'intérêt (résistance à des maladies ou à des ravageurs, qualité des tubercules) provenant d'espèces diploïdes de pommes de terre sauvages dont l'EBN est égal à 1 dans le génome de la pomme de terre cultivée (EBN=4) ou de dérivés haploïdes (EBN=2).
Synonymes :
- Solanum squamulosum M.Martens & Galeotti
- Solanum macropilosum Correll

## Description
Solanum verrucosum est une plante herbacée tubéreuse pouvant atteindre 50 cm de haut.
Les feuilles sont assez grandes, mesurent de 10 à 20 cm de long et de 6 à 15 cm de large. Elles sont composées imparipennées et comptent de 1 à 4 paires de folioles latérales et une foliole terminale nettement plus grande que les autres (jusqu'à 8,5 cm de long). Ces folioles sont de forme ovale à elliptique.
Les fleurs ont une corolle pentamère, arrondie à pentagonale, de 2 à 3 cm de diamètre, de couleur pourpre bleuâtre au-dessus et violet foncé au-dessous.
Elles sont groupées en inflorescences cymeuses comptant jusqu'à une dizaine de fleurs.
Les fruits sont de petites baies globuleuses de 1 à 1,5 cm de diamètre, de couleur verte parfois tachetées de blanc. Ils contiennent de nombreuses graines ovoïdes de 2 mm de long environ.

## Habitat et distribution
Solanum verrucosum se rencontre dans une grande partie du Mexique entre 2000 et 3500 mètres d'altitude.